# Jefferson de Oliveira Galvão
Jefferson de Oliveira Galvão (São Vicente, 2 januari 1983) – voetbalnaam Jefferson – is een Braziliaans voetballer die speelt als doelman. Hij verruilde in 2009 Konyaspor voor Botafogo. In 2010 debuteerde hij in het Braziliaans voetbalelftal.
| Interlands van Jefferson voor Brazilië | Interlands van Jefferson voor Brazilië | Interlands van Jefferson voor Brazilië | Interlands van Jefferson voor Brazilië | Interlands van Jefferson voor Brazilië | Interlands van Jefferson voor Brazilië | Interlands van Jefferson voor Brazilië |
| №                                      | Datum                                  | Wedstrijd                              | Uitslag                                | Soort wedstrijd                        | Doelpunten                             |                                        |
| Als speler bij Botafogo                | Als speler bij Botafogo                | Als speler bij Botafogo                | Als speler bij Botafogo                | Als speler bij Botafogo                | Als speler bij Botafogo                | Als speler bij Botafogo                |
| -------------------------------------- | -------------------------------------- | -------------------------------------- | -------------------------------------- | -------------------------------------- | -------------------------------------- | -------------------------------------- |
| 1.                                     | 14 september 2011                      | Argentinië – Brazilië                  | 0 – 0                                  | Vriendschappelijk                      | 0                                      |                                        |
| 2.                                     | 28 september 2011                      | Brazilië – Argentinië                  | 2 – 0                                  | Vriendschappelijk                      | 0                                      |                                        |
| 3.                                     | 7 oktober 2011                         | Costa Rica – Brazilië                  | 0 – 1                                  | Vriendschappelijk                      | 0                                      |                                        |
| 4.                                     | 11 oktober 2011                        | Mexico – Brazilië                      | 1 – 2                                  | Vriendschappelijk                      | 0                                      |                                        |
| 5.                                     | 26 mei 2012                            | Denemarken – Brazilië                  | 1 – 3                                  | Vriendschappelijk                      | 0                                      |                                        |
| 6.                                     | 20 september 2012                      | Brazilië – Argentinië                  | 2 – 1                                  | Vriendschappelijk                      | 0                                      |                                        |
| 7.                                     | 6 april 2013                           | Bolivia – Brazilië                     | 0 – 4                                  | Vriendschappelijk                      | 0                                      |                                        |
| 8.                                     | 14 augustus 2013                       | Zwitserland – Brazilië                 | 1 – 0                                  | Vriendschappelijk                      | 0                                      |                                        |
| 9.                                     | 12 oktober 2013                        | Zuid-Korea – Brazilië                  | 0 – 2                                  | Vriendschappelijk                      | 0                                      |                                        |
| 10.                                    | 5 september 2014                       | Brazilië – Colombia                    | 1 – 0                                  | Vriendschappelijk                      | 0                                      |                                        |
| 11.                                    | 9 september 2014                       | Brazilië – Ecuador                     | 1 – 0                                  | Vriendschappelijk                      | 0                                      |                                        |
| 12.                                    | 11 oktober 2014                        | Brazilië – Argentinië                  | 2 – 0                                  | Vriendschappelijk                      | 0                                      |                                        |
| 13.                                    | 14 oktober 2014                        | Brazilië – Japan                       | 4 – 0                                  | Vriendschappelijk                      | 0                                      |                                        |
| 14.                                    | 26 maart 2015                          | Frankrijk – Brazilië                   | 1 – 3                                  | Vriendschappelijk                      | 0                                      |                                        |
| 15.                                    | 29 maart 2015                          | Brazilië – Chili                       | 1 – 0                                  | Vriendschappelijk                      | 0                                      |                                        |
| 16.                                    | 7 juni 2015                            | Brazilië – Mexico                      | 2 – 0                                  | Vriendschappelijk                      | 0                                      |                                        |
| 17.                                    | 10 juni 2015                           | Brazilië – Honduras                    | 1 – 0                                  | Vriendschappelijk                      | 0                                      |                                        |
| 18.                                    | 14 juni 2015                           | Brazilië – Peru                        | 2 – 1                                  | Copa América                           | 0                                      |                                        |
| 19.                                    | 17 juni 2015                           | Brazilië – Colombia                    | 0 – 1                                  | Copa América                           | 0                                      |                                        |
| 20.                                    | 21 juni 2015                           | Brazilië – Venezuela                   | 2 – 1                                  | Copa América                           | 0                                      |                                        |
| 21.                                    | 27 juni 2015                           | Brazilië – Paraguay                    | 1 – 1                                  | Copa América                           | 0                                      |                                        |

Bijgewerkt op 11 juli 2015.

## Erelijst
Brazilië
- FIFA Confederations Cup

2013